# 15112 Arlenewolfe
15112 Arlenewolfe este o planetă minoră (asteroid), cu un diametru de 7,139 km, din centura de asteroizi. A fost descoperită pe 8 februarie 2000 la Experimental Test Site⁠(d) de Lincoln Near-Earth Asteroid Research. 
Obiectul prezintă o orbită caracterizată de o semiaxă mare de 2,3005515 UAi, o excentricitate de 0,15, o înclinație de 3,80132 ° în raport cu ecliptica.